# ネズミの相談

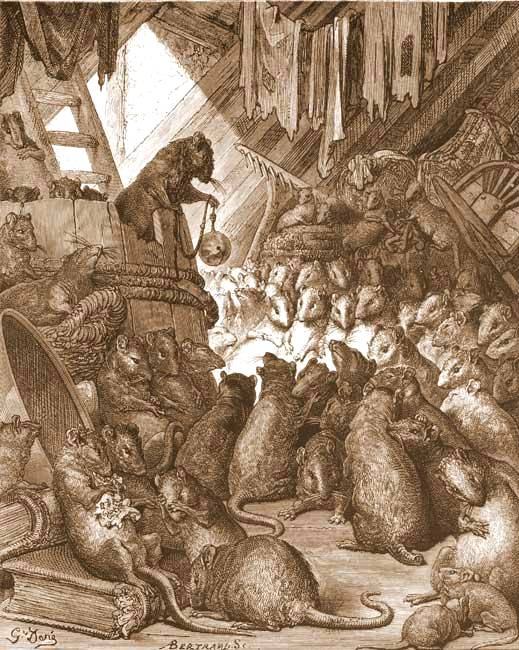
ネズミの相談（ギュスターヴ・ドレ画）

「ネズミの相談」（ネズミのそうだん）は、寓話のひとつ。イソップ寓話とされることが多いが、古いテクストには見られない。ペリー・インデックスは614番。
英語では bell the cat というイディオムになっており、「他人が嫌がる中で進んで難局に当たる」という意味である。日本語ではこの英語の言葉を翻訳した「猫の首に鈴をつける」という成句でも知られる。

## 出典

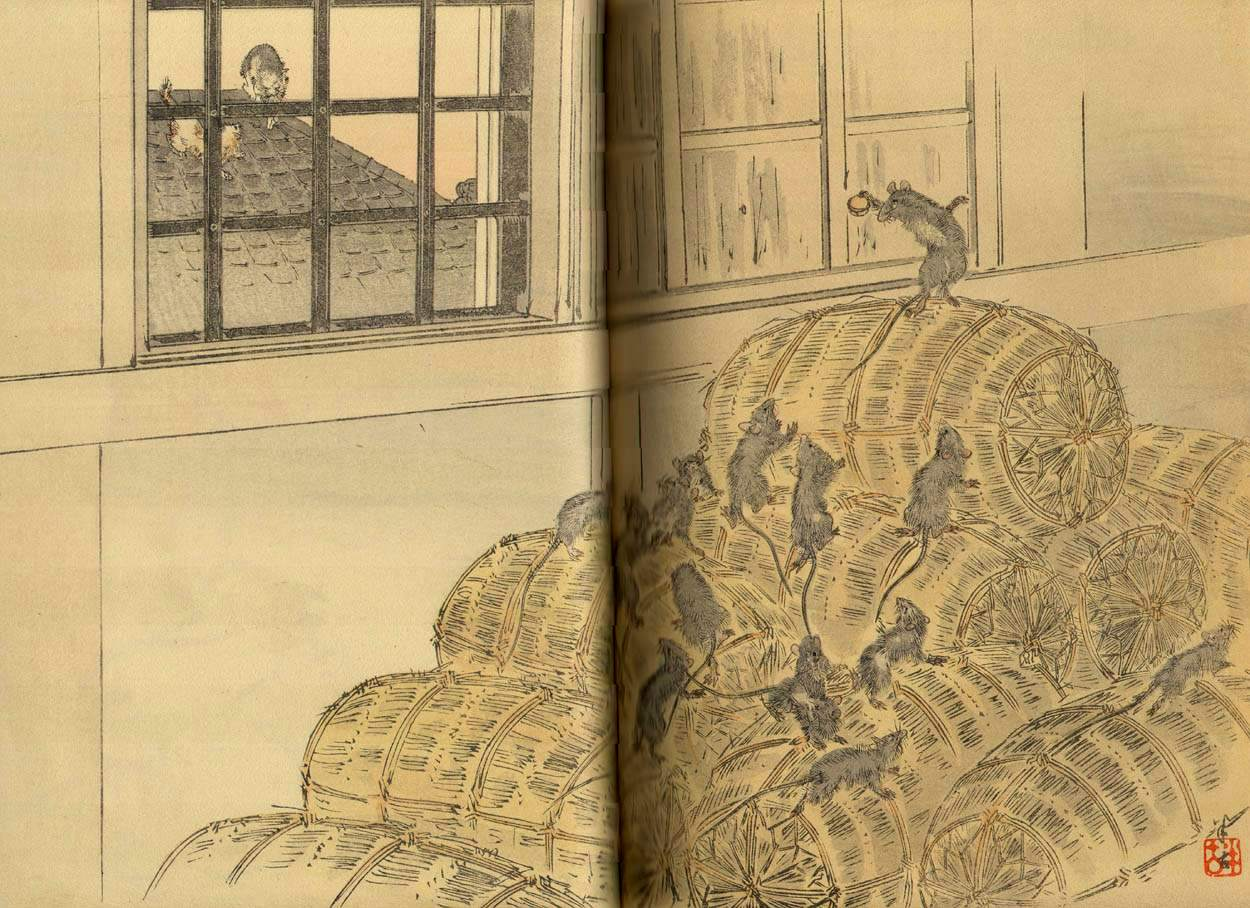
日本で1894年に出版されたラ・フォンテーヌ寓話詩の挿絵。梶田半古画

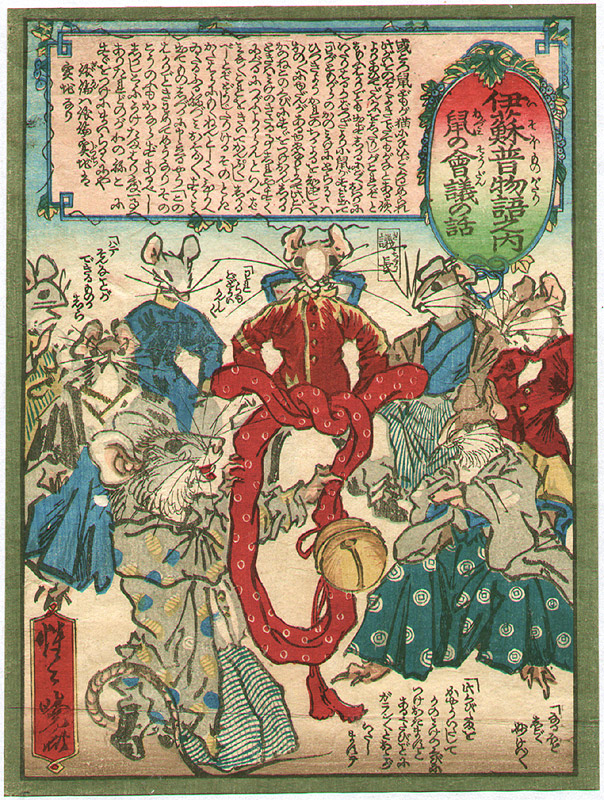
河鍋暁斎画「伊蘇普物語之内鼠の会議の話」

## あらすじ
ネズミたちは、いつも猫のためにひどい目にあわされていた。何とかしようとネズミたちが集まって相談し、その中の一匹が、「猫が来たらすぐわかって逃げられるよう、猫の首に鈴を付けよう」と提案する。皆は名案だと喜んだが、では誰が猫に鈴を付けに行くのかという段になると、誰もその役を買って出る者はおらず、ネズミたちは猫に怯えて暮らすしかなかった。

## 教訓
いくら素晴らしい案でも、実行できなければ絵に描いた餅であり、無意味である。